# Rickinghall Inferior
Rickinghall Inferior est une paroisse civile du Suffolk, en Angleterre.